# David Jenkins
David Andrew Jenkins (* 25. května 1952 Pointe-à-Pierre) je bývalý britský sportovec, atlet, který se specializoval na běh na 400 m, mistr Evropy z roku 1971.
V 19 letech jako čerstvý britský reprezentant nečekaně zvítězil v běhu na 400 metrů na evropském šampionátu v Helsinkách v roce 1971. Na olympiádě v Mnichově o rok později vybojoval se svými kolegy stříbrnou medaili ve štafetě na 4 × 400 metrů. Úspěšný byl rovněž na mistrovství Evropy v Římě v roce 1974. Doběhl druhý ve finále běhu na 400 metrů a byl finišmanem vítězné britské štafety na 4 × 400 metrů. Na olympiádě v Montrealu v roce 1976 postoupil do finále běhu na 400 metrů, kde doběhl sedmý. Stejného úspěchu dosáhl na olympiádě v Moskvě v roce 1980. Jeho posledním mezinárodním úspěchem byla stříbrná medaile na mistrovství Evropy v roce 1982 v Athénách ve štafetě na 4 × 400 metrů. Svůj osobní rekord na 400 metrů 44,93 s vytvořil v roce 1975.